# Nooit Gedacht (Merselo)
Nooit Gedacht is een korenmolen aan Grootdorp 93 in Merselo (gemeente Venray). Het is een ronde bakstenen beltmolen uit 1867. In tegenstelling tot veel andere molens in Limburg heeft deze molen de Tweede Wereldoorlog redelijk doorstaan. De molen werd in 1964 verbouwd tot silo: al het gaande werk werd hierbij uit de romp verwijderd. In 1975 brak brand uit toen het gevlucht tijdens een storm begon te draaien. Deze brand kon worden geblust, maar na die tijd raakte de molen in verval. Er werd een stichting opgericht die de Nooit Gedacht in 1987 overnam met het doel deze in zijn oude glorie te herstellen. In 1995 was de korenmolen weer maalvaardig.
De Nooit Gedacht heeft 1 koppel 17der stenen waarmee op vrijwillige basis graan wordt gemalen.
De vlucht van de van Bussel-wieken (met remkleppen) bedraagt 26,4 meter.
De molen is te bezoeken op iedere tweede en vierde zaterdag van de maand 13.30 - 16.30 uur.